# Escort 25
Escort 25 è un singolo del cantautore italiano Immanuel Casto, pubblicato il 31 maggio 2010 come primo estratto dal primo album in studio Adult Music.
Il 23 luglio 2021, in occasione del decimo anniversario dall'uscita di Adult Music, è stata pubblicata la riedizione dell'album in formato LP, contenente la traccia bonus Escort 35, una rivisitazione del singolo originale; la pubblicazione in download digitale e streaming di Escort 35 è avvenuta il 30 luglio 2021.

## Video musicale
Il video musicale del brano, diretto da Immanuel Casto, Marco Ristori e Luca Boni, venne pubblicato in anteprima su YouTube il 4 maggio 2010.

## Tracce
1. Escort 25 – 3:14